# 里奧卡里韋
里奧卡里韋（西班牙語：Río Caribe），是委內瑞拉的城鎮，位於該國北部蘇克雷州，是阿里斯門迪市的首府，距離卡魯帕諾22公里，該城鎮始建於1713年，2013年人口32,019。
10°42′N 63°07′W / 10.700°N 63.117°W